# FC Pfeil Lauenburg
FC Pfeil Lauenburg (celým názvem: Fußballclub Pfeil 1919 Lauenburg) byl německý fotbalový klub, který sídlil v pomořanském městě Lauenburg (dnešní Lębork v Pomořském vojvodství). Založen byl v roce 1919, zanikl v roce 1945 po polské anexi východních Pomořan. Klubové barvy byly červená a bílá.
Své domácí zápasy odehrával na stadionu Städtischer Sportplatz.

## Historické názvy
Zdroj: 
- 1919 – FC Pfeil Lauenburg (Fußballclub Pfeil 1919 Lauenburg)
- 1945 – zánik

## Účast v nejvyšší soutěži
- Gauliga Pommern
  - 1935/36, 1936/37, 1937/38, 1938/39, 1939/40

## Umístění v jednotlivých sezonách
Stručný přehled
Zdroj: 
- 1935–1937: Gauliga Pommern Ost
- 1937–1939: Gauliga Pommern
- 1939–1940: Gauliga Pommern Ost

Jednotlivé ročníky
Zdroj: 
Legenda: Z – zápasy, V – výhry, R – remízy, P – porážky, VG – vstřelené góly, OG – obdržené góly, +/- – rozdíl skóre, B – body, červené podbarvení – sestup, zelené podbarvení – postup, fialové podbarvení – reorganizace, změna skupiny či soutěže
| Velkoněmecká říše (1935 – 1940) |                     |        |    |   |   |    |    |    |     |    |        |
| Sezóny                          | Liga                | Úroveň | Z  | V | R | P  | VG | OG | +/- | B  | Pozice |
| 1935/36                         | Gauliga Pommern Ost | 1      | 12 | 3 | 0 | 9  | 20 | 57 | -37 | 6  | 6.     |
| 1936/37                         | Gauliga Pommern Ost | 1      | 12 | 5 | 3 | 4  | 24 | 23 | +1  | 13 | 4.     |
| 1937/38                         | Gauliga Pommern     | 1      | 18 | 7 | 2 | 9  | 29 | 35 | -6  | 16 | 8.     |
| 1938/39                         | Gauliga Pommern     | 1      | 18 | 5 | 3 | 10 | 39 | 53 | -14 | 13 | 8.     |
| 1939/40                         | Gauliga Pommern Ost | 1      | 6  | 1 | 0 | 5  | 8  | 23 | -15 | 2  | 4.     |